# XV Górski Korpus Armijny (III Rzesza)
XV Korpus Górski, niem. XV. Gebirgskorps – jeden z niemieckich korpusów armijnych, prowadził działania bojowe na terytorium okupowanej Jugosławii. 
Utworzony 12 sierpnia 1943 roku z dowództwa wojsk niemieckich w Chorwacji. Podporządkowany najpierw 2 Armii Pancernej (lata 1943-1944), w 1945 Grupie Armii E.
W 1945 roku żołnierze korpusu oddali się do niewoli oddziałom jugosłowiańskim.

## Dowódcy korpusu
- generał Rudolf Lüters[2] (sierpień 1943 - październik 1943)
- generał Ernst von Leyser (listopad 1943 - sierpień 1944)
- generał Gustav Fehn[3] (sierpień 1944 - maj 1945)

## Struktura organizacyjna
Skład we wrześniu 1943 roku:
- 264 Dywizja Piechoty
- 114 Dywizja Strzelców
- 371 Dywizja Piechoty
- 373 Dywizja Piechoty (chorwacka)
- 1 Kozacka Dywizja Kawalerii

Skład we wrześniu 1944 roku:
- 264 Dywizja Piechoty
- 373 Dywizja Piechoty (chorwacka)
- 392 Dywizja Piechoty (chorwacka)